# انجمن منتقدان فیلم سن دیگو
انجمن منتقدان فیلم سن دیگو (به انگلیسی: San Diego Film Critics Society) (به‌اختصار: SDFCS) سازمانی از داوران فیلم است. این داوران از مجلات سن دیگو هستند.

## جوایز متعدد
(۲ جایزه و بیشتر)
- ۷ جایزه
  - شبگرد (۲۰۱۴): بهترین فیلم، کارگردان، فیلم‌نامه غیراقتباسی، بازیگر مرد، بازیگر مکمل زن، فیلمبرداری و موسیقی
- ۶ جایزه
  - حرامزاده‌های لعنتی (۲۰۰۹): بهترین فیلم، کارگردان، فیلم‌نامه غیراقتباسی، بازیگر مکمل مرد، گروه بازیگران و موسیقی
  - میلیونر زاغه‌نشین (۲۰۰۸): بهترین فیلم، کارگردان، فیلم‌نامه اقتباسی، فیلمبرداری، تدوین و موسیقی
- ۴ جایزه
  - آرگو (۲۰۱۲): بهترین فیلم، کارگردان، فیلم‌نامه اقتباسی، ویرایش
  - خون به پا خواهد شد (۲۰۰۷): بهترین بازیگر، کارگردان، فیلم‌نامه اقتباسی و موسیقی
  - جایی برای پیرمردها نیست (۲۰۰۷): بهترین فیلم، بازیگر مکمل زن، گروه بازیگری و فیلمبرداری
  - ورا دریک (۲۰۰۴): بهترین فیلم، بازیگر زن، بازیگر مکمل زن و فیلم‌نامه غیراقتباسی
  - دنیای روح (۲۰۰۱): بهترین فیلم، بازیگر زن، کارگردان و فیلم‌نامه اقتباسی
  - تقریباً مشهور (۲۰۰۰): بهترین فیلم، بازیگر مکمل زن، کارگردان و فیلم‌نامه غیراقتباسی
  - زیبایی آمریکایی (۱۹۹۹): بهترین فیلم، بازیگر مرد، بازیگر زن و بازیگر مکمل زن
- ۳ جایزه
  - ردی به جا نگذار (۲۰۱۸): بهترین فیلم، کارگردان و هنرمند کشف‌شده
  - کاپوتی (۲۰۰۵): بهترین بازیگر، کارگردان و فیلم‌نامه اقتباسی
  - سیزده گفتگو در مورد یک چیز (۲۰۰۲): بهترین کارگردان، فیلم‌نامه غیراقتباسی و تدوین
- ۲ جایزه
  - یک مرد مجرد (۲۰۰۹): بهترین بازیگر مرد و موسیقی
  - کشتی‌گیر (۲۰۰۸): بهترین بازیگر مرد و بازیگر مکمل زن
  - درخشش ابدی یک ذهن پاک (۲۰۰۴): بهترین بازیگر مرد و تدوین
  - محبوب میلیون دلاری (۲۰۰۴): بهترین کارگردان و موسیقی غیراقتباسی
  - چیزهای زیبای کثیف (۲۰۰۳): بهترین فیلم و بازیگر مرد
  - ارباب حلقه‌ها: بازگشت پادشاه (۲۰۰۳): بهترین کارگردان و طراحی تولید
  - دور از بهشت (۲۰۰۲): بهترین فیلم و بازیگر زن
  - گلادیاتور (۲۰۰۰): بهترین بازیگر مرد و فیلمبرداری
  - هری پاتر و یادگاران مرگ – قسمت دوم (۲۰۱۱): بهترین گروه بازیگران و موسیقی
  - مزایای گوشه‌گیر بودن (۲۰۱۲): بهترین بازیگر مکمل زن و گروه بازیگران
  - بیبی راننده (۲۰۱۷): بهترین تدوین و استفاده از موسیقی
  - برو بیرون (۲۰۱۷): بهترین فیلم و فیلم‌نامه غیراقتباسی
  - لیدی برد (۲۰۱۷): بهترین کارگردان و بازیگر مکمل زن
  - سوگلی: بهترین طراحی لباس و طراحی تولید
  - شب بازی: بهترین تدوین و گروه بازیگران